# REOL
REOL（レヲル）は、シンガーソングライターのれをる、サウンドクリエイターのギガ、映像クリエイターのお菊の3人からなる音楽ユニット。

## メンバー
- れをる Reol（1993年11月9日生まれ、血液型AB型、身長145cm、長野県出身）[2]
  - 作詞・作曲のほか、トータルプロデュースも手掛けるシンガーソングライター。ニコニコ動画・YouTubeなどの動画共有サイトにオリジナル楽曲のミュージック・ビデオやカバー楽曲の歌唱動画を発表していた。2015年7月にソロ名義でアルバム「極彩色」をリリースし、2015年度のオリコン新人アーティスト4位を獲得[2][3]。
- ギガ Giga（1991年12月15日生まれ、血液型はO型、身長165cm、秋田県出身）[2]
  - 作曲・編曲・ミキシングだけでなくVOCALOIDを使用しての楽曲制作もこなすサウンドクリエイター。ユニット結成前からニコニコ動画などで「ボカロP」として投稿した楽曲の総再生数は数百万回を誇る[2]。

- お菊 Okiku（1991年9月22日生まれ、血液型はB型、身長155cm、兵庫県出身）[2]
  - アーティストのミュージック・ビデオやクロスフェード動画、ライブ映像などを手掛ける映像クリエイター。アニメーションやロゴデザイン、アートワークプロデュースもこなす。ユニット結成前からニコニコ動画・ニコニコ生放送を中心としたインターネット上で活動[2]。

## 来歴
2012年にニコニコ動画に投稿された「ギガンティックO.T.N」をきっかけに、それぞれインターネット上で独自に活動していた3人が共同で作品制作を行うようになる。れをるとギガが2人で作った楽曲に動画を付けてくれるようお菊に依頼したのが最初の共同制作だった。
2014年8月の夏コミで、あにょすぺにょすゃゃ名義で自主盤『No title ＋』『No title －』を頒布。れをるが作曲・作詞を、ギガが作曲・アレンジ・ミックスを、お菊が動画・CDデザインを手がけた。「No title＋」はVOCALOIDによる歌唱であり、「No title －」はれをるによる歌唱である。
2015年7月、れをるがギガやお菊も制作に携わった「れをる」名義のソロアルバム『極彩色』でメジャーデビュー。ジャケットイラストは望月けいによる。
2016年3月、れをるがギガとお菊とのユニット「REOL」を結成し、TOY'S FACTORYに所属することを発表。8月にYouTubeにて新曲「ギミアブレスタッナウ」のミュージックビデオを公開するのに合わせて発表されたアーティスト写真で、それまで隠されていた3人の顔を公開。10月にはREOLとしての1stアルバム「Σ」をリリースした。
2017年4月、Huluで配信開始された櫻木優平監督のアニメ『ソウタイセカイ』にオープニングに「VIP KID」、エンディングに「ちるちる」（ともに「Σ」収録曲）が起用される。
2017年8月1日、個々の道を歩むために同年10月に行われるライブ「REOL LAST LIVE『終楽章』」をもって“発展的解散”をすることを発表した。

## 作品

### その他の作品

#### インディーズ
| 初頒布        | タイトル    | 名義                 | 備考                   |
| ------------- | ----------- | -------------------- | ---------------------- |
| 2014年8月17日 | No title ＋ | あにょすぺにょすゃゃ | ボーカロイドによる歌唱 |
| 2014年8月17日 | No title － | あにょすぺにょすゃゃ | れをるによる歌唱       |

#### れをる（ソロ）作品
| #   | リリース      | タイトル | 名義   | 最高位 |
| --- | ------------- | -------- | ------ | ------ |
| 1st | 2015年7月29日 | 極彩色   | れをる | 9位    |

## ライブ
注意：REOLが正式に結成される以前のものも含まれている。

### 単独公演
- 2015年10月23日「極彩色 HighFidelity 東の宴」（TSUTAYA O-EAST）[15]
- 2015年11月26日「極彩色 HighFidelity 西の宴」（BIG CAT）[16]
- 2016年1月9日「極彩色 HighFidelity 華の宴 in 上海」（MAO livehouse）[17]
- 2017年2月26日「テンカイノコウシキ TOKYO」（Zepp Tokyo）
- 2017年3月5日「テンカイノコウシキ OSAKA」（なんばHatch）
- 2017年3月11日、12日「テンカイノコウシキ KOREA」（HONGDAE V-HALL）

### 参加イベント
- 2014年2月1日「amphead vol.03」（原宿 ASTRO HALL）[18]
- 2015年2月1日「nico nico Spirit.」（新宿ReNY）[19]
- 2015年3月22日「ウタカツ！スーパーライブ2015」（国立代々木競技場第一体育館）[20]
- 2016年7月2日「日本工学院ミュージックカレッジ presents Summer Rise 2016」（赤坂BLITZ）[21]
- 2016年8月28日「BIG FOREST LIVE」（札幌芸術の森野外ステージ）[22]